# Olga Oinola
Olga Oinola, född 1865, död 1949, var en finländsk kvinnorättsaktivist och politiker. 
Hon var ordförande för kvinnoorganisationen Suomalainen naisliitto 1914–1922 och 1932–1934.
Oinola var lärare vid den allmänna finska riksskolan i Helsingfors stad 1888–1930, modersmåls- och hälsolärare vid en yrkesskola för flickor 1905–1923. 
Oinola var en av de första kvinnorna i Helsingfors stadsfullmäktige 1919 (tillsammans med Bertha Tabelle, Jenny af Forselles, Elin Holmberg, Emma Åström, Miina Sillanpää, Toini Johansson, Paula af Heurlin och Hedvig Gebhard). Oinola representerade då Samlingspartiet tillsammans med Gebhard. Hon innehade många förtroendeuppdrag, såsom ledamot av stadsfullmäktige (fullmäktige) 1919–1920 och 1931–1936, ledamot av fattigstyrelsen fram till 1936, vice ordförande i Lärarnas nykterhetsförbund 1922–1932, ordförande 1932–1935 och hedersledamot 1935. 